# Sergio Molina Soler
Sergio Saúl Molina Soler (Valencia, España, 17 de agosto de 1979) conocido como Sergio Molina es un entrenador de baloncesto español. Desde 2023 es el técnico del Tecnológico de Monterrey Campus Santa Fe. 
Fue entrenador de la Selección de baloncesto de México y la Selección femenina de baloncesto de México. Ha sido condecorado con el Premio Nacional al Formador LiFE en 2017.

## Trayectoria
Sergio Molina Soler ha sido entrenador asistente de varios equipos españoles de Primera División, entre ellos, el Valencia Unibasket y Universidad Católica de Murcia. Ha sido técnico del Fuerza Regia de Monterrey, equipo que disputó la Liga de Campeones de baloncesto, y la Basketball Champions League Americas 2019-20. Campeón con el Tecnológico de Monterrey Campus Hidalgo en la Liga Asociación de Basquetbol Estudiantil (ABE) División I en 2014, 2017 y 2019 y con el Tecnológico de Monterrey Campus Santa Fe en 2025  así como en División II en 2024  con éste último equipo.

### Selección nacional de México
Entre 2009 y 2011 dirigió la selección femenina de baloncesto de México. Se desempeñó como asistente y preparador de la Selección de baloncesto de México bajo las órdenes del entrenador Ray Santana, donde ganó la medalla de bronce en el Centrobasket 2010 y la medalla de oro en el Campeonato COCABA 2011. Para mediados de 2014 dirigió a la Selección Mexicana Básquetbol Sub-18 que participó en el Campeonato FIBA Américas Sub-18 de 2014, torneo realizado en Colorado Springs, Estados Unidos. En 2018 fue asistente de la Selección de baloncesto de México que participó en los XXIII Juegos Centroamericanos y del Caribe.
En febrero de 2020 fue ratificado por la Asociación Deportiva Mexicana de Básquetbol (ADEMEBA) como entrenador de la Selección Nacional de México. Como seleccionador ha disputado los torneos de FIBA AmeriCup, también el Torneo Preolímpico FIBA 2020 que llegó hasta las semifinales.

## Palmarés

### Campeonatos
| Título          | Club                                     | País   | Año                                  |
| --------------- | ---------------------------------------- | ------ | ------------------------------------ |
| Liga ABE México | Tecnológico de Monterrey Campus Hidalgo  | México | 2014, 2017, 2019 (División I)        |
| Liga ABE México | Tecnológico de Monterrey Campus Santa Fe | México | 2025 (División I) 2024 (División II) |